# Loppora
Il torrente Loppora è un affluente di sinistra del Serchio, nel quale sfocia nel territorio del comune di Barga, in provincia di Lucca.
Il Loppora nasce dal monte Renaiolo ad un'altezza di circa 1000 mt. Il suo corso principale misura km 7.2 dalla sorgente alla confluenza con il fiume Serchio tra gli abitati di Fornaci di Barga e Ponte all'Ania. Durante il suo corso riceve diversi affluenti,tra i quali ci sono: dal lato destro il fosso Lopporetta, il rio Latrani, il rio Sartoiani ed il rio Zanesi (rio delle Pentole). Dal lato sinistro il rio della Rognosa che scende dal paese di Filecchio.
Intorno agli anni 1950-60 sono state edificate lungo il suo corso numerose briglie tra gli abitati di Loppia e Fornaci di Barga per evitare la formazione di profonde gole pericolose lungo il suo corso argilloso. La ittiofauna presente nel torrente è varia e passa dai salmonidi nella parte alta, ai piccoli ciprinidi quali Rovelle e Cavedani nella parte medio-bassa.